# سن جب اینتگور
سن جب اینتگور (به لاتین: Sint-Job-in-'t-Goor) یک منطقهٔ مسکونی در بلژیک است که در فلاندر واقع شده‌است. سن جب اینتگور ۸٬۰۱۹ نفر جمعیت دارد.